# 雅絲敏·艾瑪斯利
雅絲敏·艾瑪斯利（阿拉伯语：‎，1978年11月21日—）是一名美國籍巴勒斯坦裔女演員。她的出道電影影是2007年的黎巴嫩電影《焦糖人生》（Caramel）。2015年，艾瑪斯利在美国广播公司的連續劇《谍网》（Quantico）中飾演一對雙胞胎女探員：安妮曼及安慧娜。
她在黎巴嫩出生。父親是巴勒斯坦人，祖父一家在以色列建國後成為難民；她的母親則是一名埃及人。艾瑪斯利在黎巴嫩首都贝鲁特長大，但一家之後搬家到法國巴黎。她已婚並育有一子。

## 外部連結
- 雅絲敏·艾瑪斯利在互联网电影资料库（IMDb）上的資料（英文）